# 約翰·艾倫·趙
約翰·艾倫·趙（1991年12月18日—2018年11月17日），美籍华裔基督教福音派傳教士，在2018年11月因為試圖非法登上印度北森蒂納爾島向未接觸部落桑提内尔人進行傳教活動時被殺。

## 早年
趙在1991年12月18日生於亚拉巴马州斯科茨博罗，是家中三名子女中的幼子，其父帕特里克·趙是华裔精神科醫師，在文革時期逃離中國大陸。約翰·趙在童年時期喜歡露营，遠足和旅遊，且在各會類活動和慈善活動等表出色，並崇拜探險家和傳教士如戴维·利文斯通和布魯斯·奧爾森 。
他在奧羅爾羅伯茨大學完成大學課程，取得运动生理学學位榮譽 ，曾擔任大學足球教主教練。
趙曾在各地進行傳教活動，包括墨西哥、南非和伊拉克库尔德斯坦。2015及2016年，他曾踏足安达曼群岛作為傳教活動的部分旅程，但當時沒有去北森蒂納爾島。

## 接觸桑提内尔人及遇害
2017年，趙參加了堪薩斯城福音派組織的全民組織（All Nations）所舉辦的訓練營，營中包括扮演在原始部落中行走，由工作人員假扮對傳教士有敵意的部落人，並持有假矛。
2018年10月，他到達首府布萊爾港安頓一切，準備了首次與原始部落人接觸物品包括用來溝通的圖畫卡，禮物，醫療物品及其它必需品。早在同年8月，印度政府撤消了安达曼-尼科巴群岛的29個有人島的限制區域許可證，以刺激當地旅遊業，可是在沒有印度政府批准下造訪北森蒂納爾島仍是非法行為。
11月，趙前往北森蒂納爾島，他視該島為「撒旦最後據點」，希望能接觸及與島民桑提内尔人一起生活。在起程前，他打了疫苗和進行隔離，並接受了醫療及語言學訓練。他以25,000印度盧比（335.47美元）賄賂了兩名漁民帶他去北森蒂納爾島，該兩名漁民後來被捕。
趙對該島傳教有強烈的欲望，並清楚知道其道德和法律風險。他在日記中寫道「主，這是撒旦最後的據點嗎，他們未曾亦未有機會聽過你的名字？」，「這個部落的永生就在眼前」，「我認為值得向這些人宣教。如果我被殺害，請不要向主或他們生氣...不要拿回我的屍體」。
11月15日，他首次嘗試登島，漁船帶他離陸地約500—700（1,600—2,300英尺）處。漁民警告他不能再進一步靠近，但他選擇划艇前進並帶著一本防水聖經。他試圖與島民溝通及提供禮物，但遭受敵意回應後被迫折返。
第二次嘗試，島民有娛樂、困惑和敵意的回應。趙試圖唱讚美歌給島民聽，並向他們說科萨语。其他的溝通嘗試都以島民大笑而失敗告終。趙表示，他們通過「大量高音調的聲音」和手勢進行交流。最後趙嘗試提供魚和禮物給他們時，一名男孩射箭攻擊了他，金屬箭頭射穿了在他胸前的聖經，使他這次再一次折返。
11月17日，他最後一次登島時指示漁民先行離開，後來漁民看見島民拖著趙的屍體，翌日看見他陳屍在岸邊。

## 事後
得知趙遇害後，漁民回到布萊爾港並向趙的傳教士朋友遞交他的日記，他的朋友定居在布萊爾港。朋友告知趙的家人關於他的消息，並同時向美國在清奈的總領事館尋求協助。11月19日，安達曼政府收到關於他的消息。21日，警察總局發布一份聲明，禁止任何人登陸北森蒂納爾島。
儘管在印度當局多次努力下，包括多次與島民緊張接觸，仍無法取回趙的屍體，並最終放棄了。一名參與此案的人類學家告訴衛報表示調查員與島民發生衝突風險太大，難以再進行另一次嘗試。趙的事件以謀殺案件調查。
趙的行為受到國際生存組織批評，指他可能會把病原體引入當地，他們因為與世隔絕而因感染新病菌而致命。趙參與過的全民組織則在社交網站追悼他為烈士，對趙的逝世表示哀悼。趙的父親也把兒子的死歸咎於傳教團體向他灌輸極端的基督教觀念。
特里尔大学文化人类学教師米夏埃尔·舍恩胡特（Michael Schönhuth）指與與世隔絕的原居民，例如桑提内尔人接觸在即使在學界仍是一項爭議題目，但是不受控的接觸例如趙的案件是必需禁止的，因為這可能會把致命病菌帶到並感染當地缺乏免疫系統的居民。

## 外部連結
- 趙在Instagram上的懷念頁面 （页面存档备份，存于）
- 趙的個人網頁 （页面存档备份，存于）